# 野戦砲

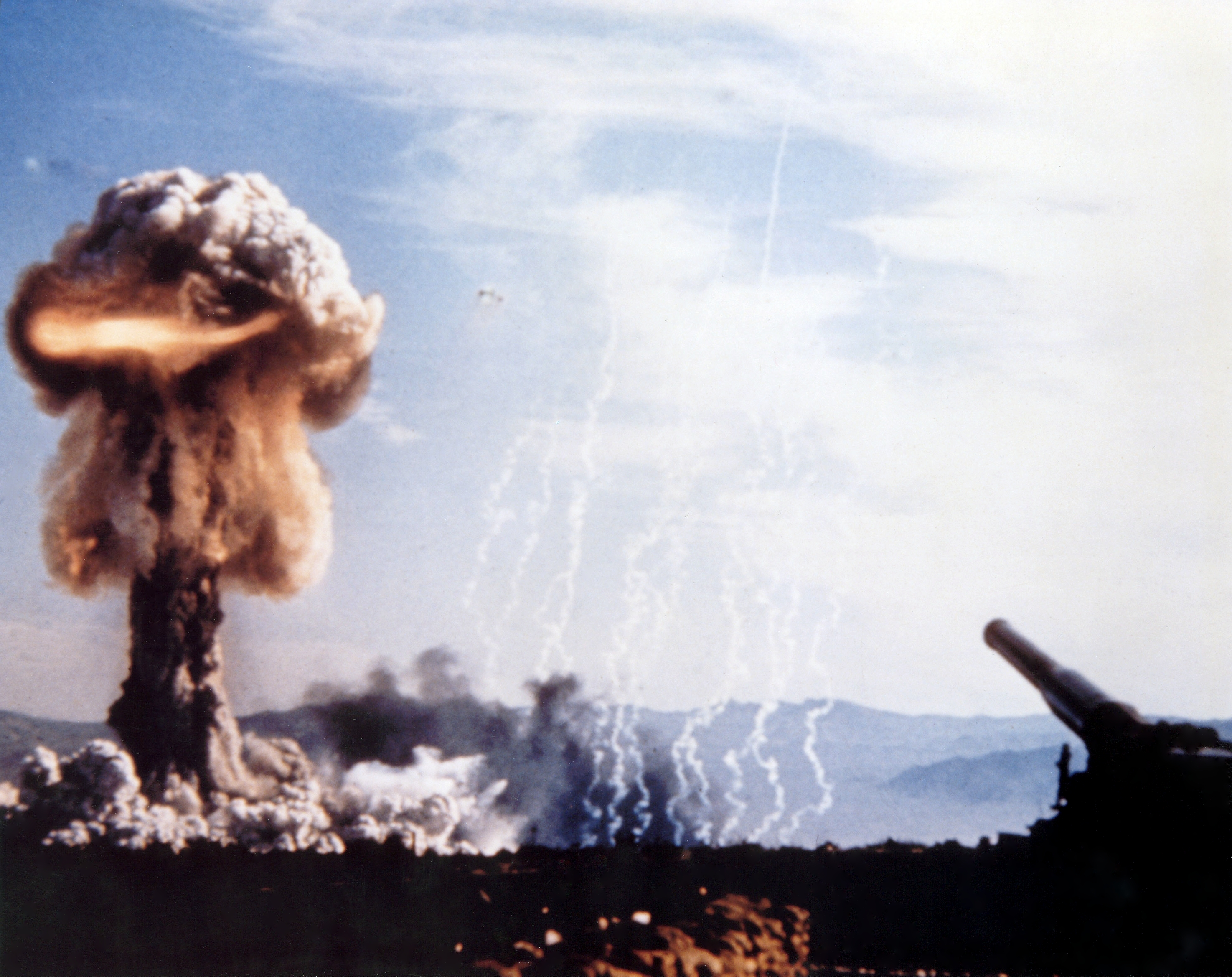
1953年に行われたW9核砲弾の実験。M65 280mmカノン砲で発射。核出力は広島に投下された原子爆弾（リトルボーイ）と同じ15kt。

野戦砲（やせんほう）は大砲の種別の一つで、野戦で用いられる野砲やカノン砲、榴弾砲、歩兵砲、山砲を指す。本来の意味の野砲が先進国砲兵に存在しない現在では野砲（やほう）とも呼ばれる。ただし、対戦車砲や対空砲などは含まない。
初期の大砲は基本的に攻城砲であり、攻城戦が始まってから戦場で大砲を鋳造して、動かない目標を破壊すればよかったので、移動の必要がなかった。しかし、野戦は戦場が不特定の場所である場合が多く、かつ目標が動くため移動する能力が必要である。そのため砲車に載せて牛馬に引かせて移動した。
野戦砲は15世紀に大々的に用いられるようになるが、20世紀に入るまで基本的な部分は変わらず、2つ大型車輪の砲車に載せられ、駐鋤（）を持ち反動を抑えられるようになっていた。それまでに滑腔砲が施条砲となり、前装方式から後装方式となり、木製砲車から鉄製砲車となったがこれらの歴史は野戦砲に限らず砲全般に言えることである。
20世紀に入ると駐退機が採用され、反動を大きく抑えられるようになった。これにより反動で後ろに下がった砲を元に戻して照準を合わせる必要がなくなったので速射性が向上した。
第二次世界大戦を境に牽引方法も牛馬から自動車へ変わり車輪も空気式のタイヤに変わっていく。さらには車両と一体化した自走砲が登場し、一分野を築いた。